# Bauhinia obtusata
Bauhinia obtusata är en ärtväxtart som beskrevs av Julius Rudolph Theodor Vogel. Bauhinia obtusata ingår i släktet Bauhinia och familjen ärtväxter. Inga underarter finns listade i Catalogue of Life.